# جورج ادوارد کسلر
جورج ادوارد کسلر (انگلیسی: George Kessler; ۱۶ ژوئیهٔ ۱۸۶۲ – ۲۰ مارس ۱۹۲۳) برنامه‌ریز شهری، معمار منظر و معمار اهل ایالات متحده آمریکا بود.